# 米君立
米君立（？—930年），五代十国后唐将领。
米君立有战功，唐庄宗赐米君立姓李，改名李绍能，官至洺州刺史。天成元年（926年）唐庄宗李存勖遇害，李嗣源即位为唐明宗。五月初一丙辰朔，武宁节度使李绍真、忠武节度使李绍琼、贝州刺史李绍英、齐州防御使李绍虔、河阳节度使李绍奇、洺州刺史李绍能，各自请求恢复他们的姓名为霍彦威、苌从简、房知温、王晏球、夏鲁奇、米君立，李嗣源表示同意。五月初三戊午，李嗣源将河阳节度使夏鲁奇加检校太傅，以贝州刺史房知温为兖州节度使，以齐州防御使王晏球为宋州节度使，以洺州刺史米君立为邢州节度使。长兴元年（930年）十月癸巳，以鄜州节度使米君立去世，唐明宗废朝。